# Прилуки (Приморський край)
Прилу́ки — село в Хорольському районі Приморського краю, входить в Благодатненське сільське поселення. Розташоване у верхів'ї річки Абрамівки. Населення — 640 осіб (2005). Засноване у 1893 році переселенцями з Полтавської губернії, назване в честь повітового міста цієї губернії Прилуки.
Через село проходить автомобільна траса Сибірцево — Нестерівка — Комісарово. Відстань дорогою до райцентру, села Хороль становить 30 км, до Владивостока — близько 180 км. Найближча залізнична станція — Пржевальська.
У селі народився Герой Радянського Союзу Танцуренко Василь Дмитрович.